# Nasva (Saaremaa)
Koordinaten: 58° 14′ N, 22° 23′ O

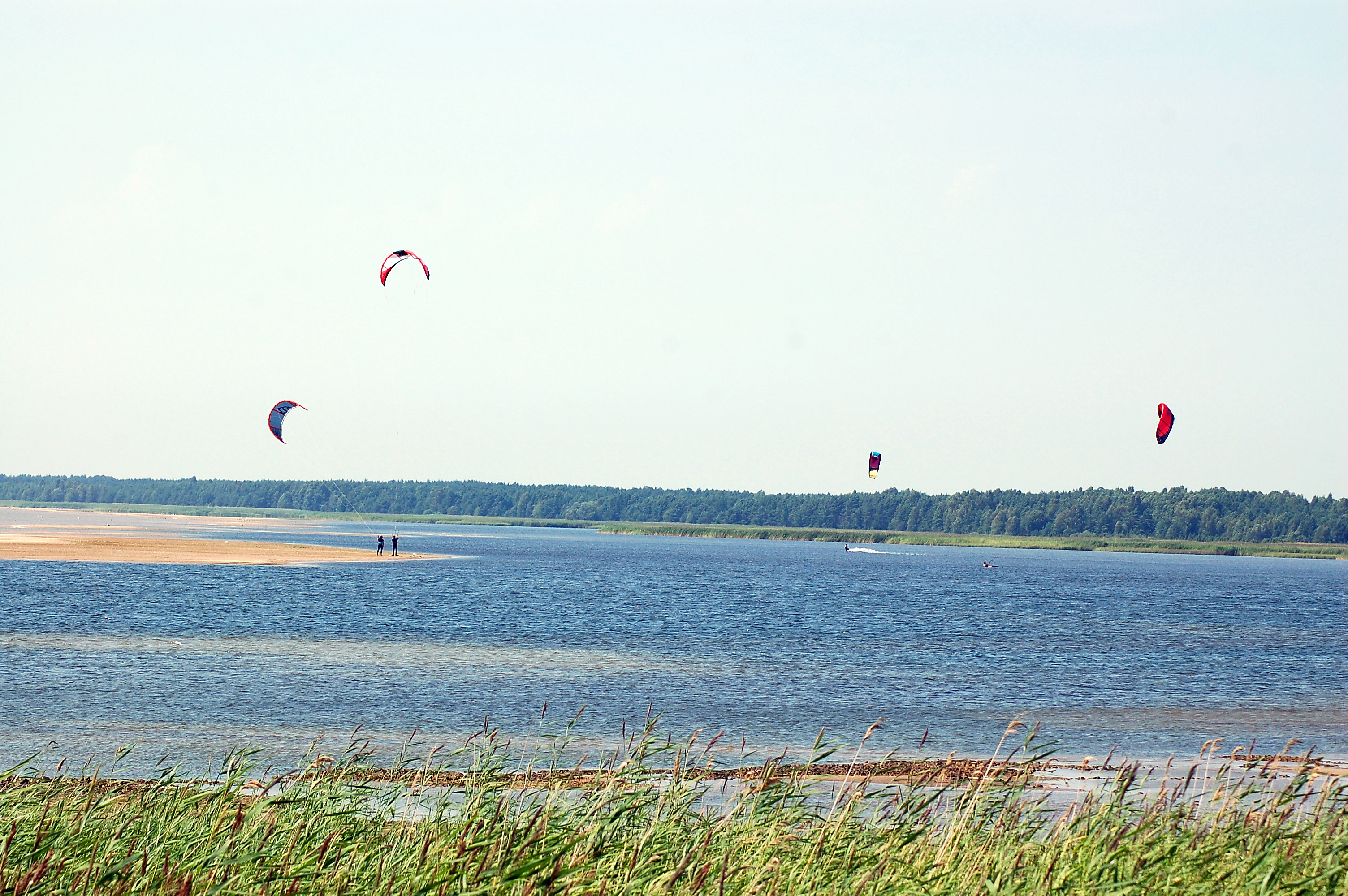
Kitesurfer auf der Ostsee

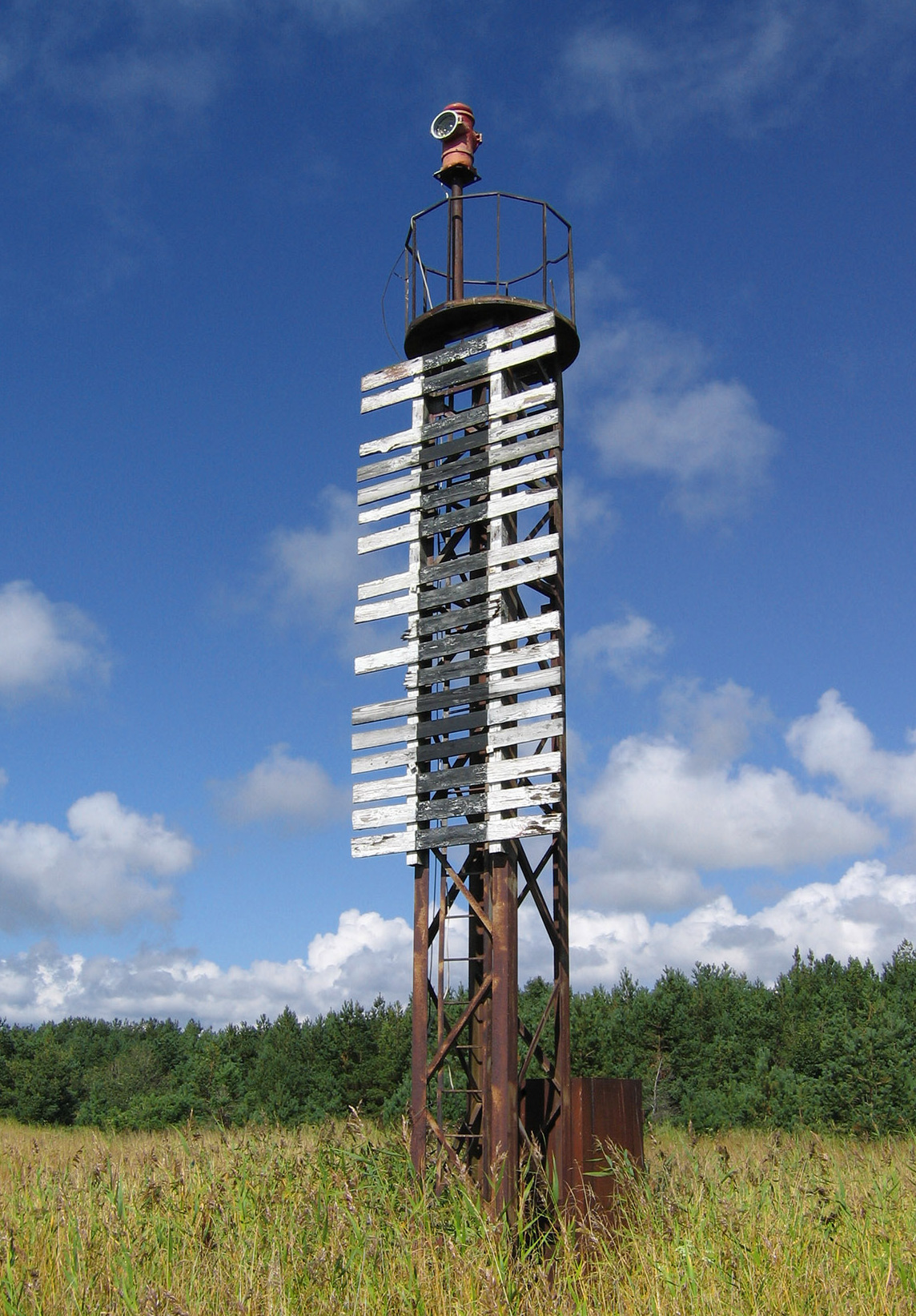
Bake

Nasva (deutsch Naswa) ist ein Dorf (estnisch alevik) auf der größten estnischen Insel Saaremaa. Es gehört zur Landgemeinde Saaremaa (bis 2017: Landgemeinde Lääne-Saare) im Kreis Saare.

## Einwohnerschaft und Lage
Das Dorf hat 404 Einwohner (Stand 1. Januar 2016). Seine Fläche beträgt 12,54 km². Es liegt sieben Kilometer südwestlich der Inselhauptstadt Kuressaare.
In dem Ort mündet der drei Kilometer lange Fluss Nasva (Nasva jõgi) in die Ostsee. Dort befindet sich auch der kleine Hafen des Ortes. Er erlangte sein heutiges Aussehen in den 1980er Jahren als Zentrum der Kolchose Saare Kalur. Der Hafen verfügt über sechs Kais mit einer Gesamtlänge von 279 Metern.